# De Qu (vattendrag i Kina)
De Qu (kinesiska: 德曲) är ett vattendrag i Kina. Det ligger i provinsen Qinghai, i den nordvästra delen av landet, omkring 570 kilometer sydväst om provinshuvudstaden Xining.
Genomsnittlig årsnederbörd är 710 millimeter. Den regnigaste månaden är juli, med i genomsnitt 170 mm nederbörd, och den torraste är november, med 4 mm nederbörd.